# راسکو آرباکل
راسکو کانکلینگ آرباکِل (انگلیسی: Roscoe Conkling Arbuckle؛ ‏‎/ˈɑːrbʌkəl/‎)؛ ‏زادهٔ ۲۴ مارس ۱۸۸۷ – درگذشتهٔ ۲۹ ژوئن ۱۹۳۳) مشهور به آرباکل چاقالو (انگلیسی: Fatty Arbuckle)، بازیگر فیلم‌های صامت، کمدین، کارگردان و فیلم‌نامه‌نویس اهل ایالات متحدهٔ آمریکا بود. او کارش را در شرکت سیلیگ پلی‌سکوپ آغاز کرد و در نهایت به استودیو کی‌استون پیوست و در آنجا با میبل نورماند و هارولد لوید و همچنین با خواهرزاده‌اش اَل سنت جان همکاری کرد. او همچنین مربی و مشاور چارلی چاپلین، مانتی بنکس و باب هوپ بود و ستارهٔ وودویل، باستر کیتون را به دنیای سینما آورد. آرباکل یکی از محبوب‌ترین ستاره‌های فیلم‌های صامت در دهه ۱۹۱۰ و یکی از پردرآمدترین بازیگران هالیوود بود؛ به‌نحوی که در سال ۱۹۲۰ با پارامونت پیکچرز قراردادی به ارزش ۱٬۰۰۰٬۰۰۰ دلار در سال (معادل ۱۴٬۶۰۸٬۰۰۰ دلار در سال ۲۰۲۲) امضا کرد.
آرباکل در سه محاکمه پُر هیاهو بین نوامبر ۱۹۲۱ و آوریل ۱۹۲۲ متهم به تجاوز جنسی و قتل ویرجینیا رَپـِی شد. رَپـِی در یک مهمانی که آرباکل در هتل سنت فرانسیس سان فرانسیسکو در سپتامبر ۱۹۲۱ برگزار کرده بود، بیمار شد و چهار روز بعد درگذشت. یکی از دوستان رَپـِی، آرباکل را به تجاوز و کشتن غیرعمد او متهم کرد. دو محاکمه اول با بلاتکلیفی هیئت منصفه همراه بود که نمی‌توانستند بر روی یک رای نهایی توافق کنند، اما باستر کیتون در دادگاه سوم در دفاع از او شهادت داد که آرباکل را تبرئه کرد. سومین هیئت منصفه اقدامی غیرمعمول را انجام داد و بیانیه‌ای کتبی مبنی بر عذرخواهی از آرباکل به دلیل برخورد سیستم قضایی با او صادر کرد.
با وجود تبرئه شدن او، این رسوایی میراث آرباکل را به عنوان یک کمدین پیشگام تحت‌الشعاع قرار داد. پس از پایان محاکمه، به دستور آدولف زوکر رئیس فیمس پلیرز-لسکی، فیلم‌های او توسط ویل اچ. هیز، سانسورچی نامدار صنعت سینما ممنوع شد و آرباکل به‌طور علنی طرد گردید. آدولف زوکر با خشم اخلاقی از سوی گروه‌های مختلفی چون اتحادیه روز پروردگار، سازمان پرنفوذ فدراسیون باشگاه‌های بانوان و حتی کمیسیون فدرال تجارت برای مهار آنچه که آنها به‌عنوان هرزگی در هالیوود و تأثیر آن بر اخلاقیات عموم مردم تصور می‌کردند، مواجه شد. در حالی که آرباکل بلافاصله پس از سومین محاکمه خود (که در آن تبرئه شد) شاهد افزایش محبوبیت خود بود، زوکر تصمیم گرفت او را برای دور نگه داشتن صنعت سینما از چنگ سانسورچیان و اخلاق‌مداران قربانی کند. هِـیز این ممنوعیت را ظرف یک سال لغو کرد، اما آرباکل در طول دهه ۱۹۲۰ خیلی به‌ندرت توانست در فیلمی نقش‌آفرینی کند. باستر کیتون طی قراردادی، قول داد که ۳۵ درصد از سود «شرکت کمدی باستر کیتون» را به او بدهد. آرباکل بعدها با نام مستعار «ویلیام گودریچ» به‌عنوان کارگردان سینما مشغول به کار شد. آرباکل سرانجام توانست به بازیگری بازگردد و کمدی‌های کوتاه دو حلقه‌ای را در سال‌های ۱۹۳۲ و ۱۹۳۳ برای برادران وارنر بسازد. وی در سال ۱۹۳۳ در سن ۴۶ سالگی در خواب و بر اثر سکتهٔ قلبی درگذشت؛ بنابر گزارش‌ها در همان روزی که با برادران وارنر برای ساخت یک فیلم بلند سینمایی قراردادی امضا کرده بود.

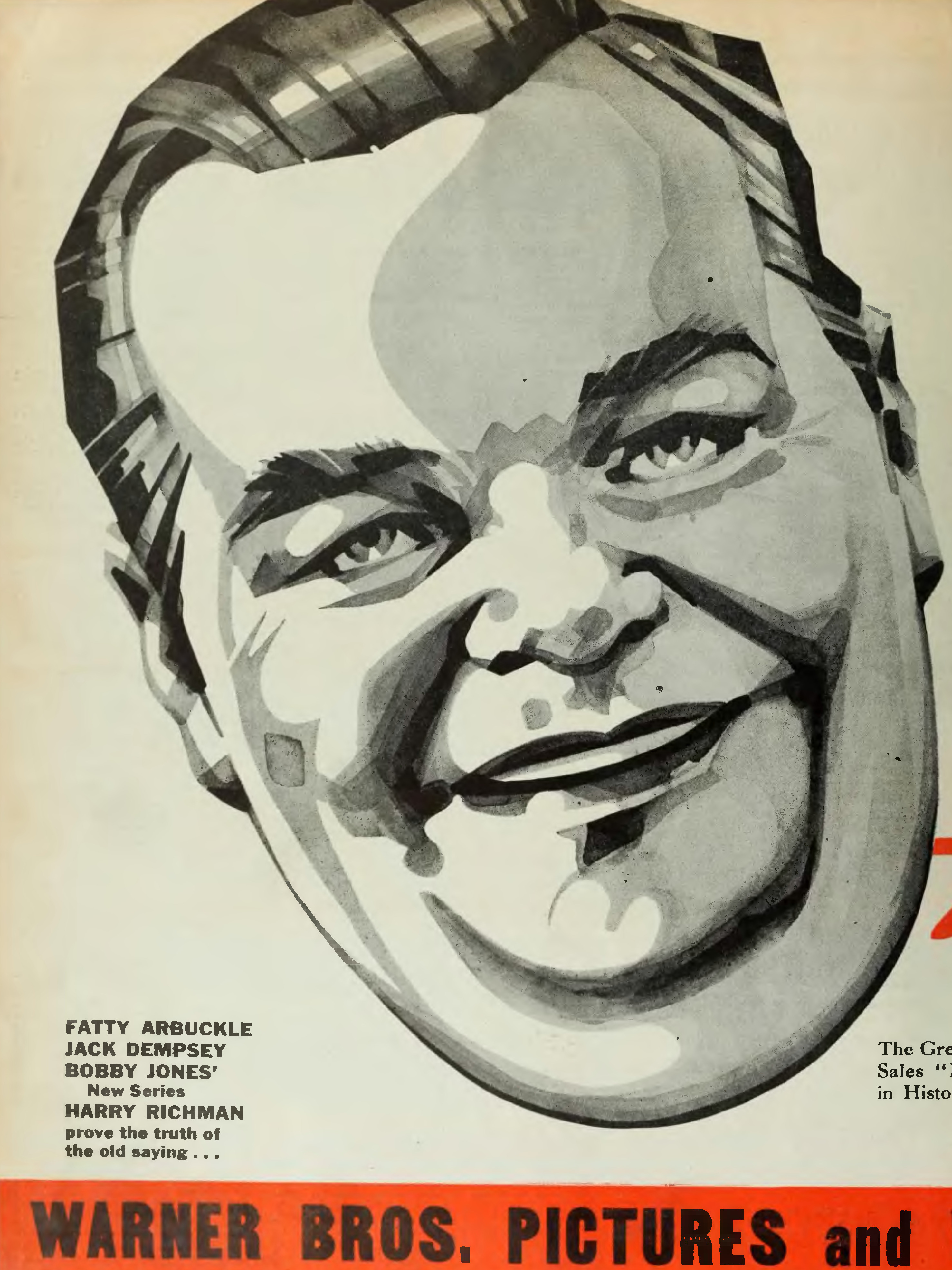
تصویری تبلیغاتی از راسکو آرباکل در روزنامهٔ سینمایی فیلم دیلی، ۱۹۳۲

آرباکل، به دلیل چاق بودنش و همچنین به سبب ایفایِ نقشِ شخصیتی با نام چاقالو در مجموعه‌فیلم‌هایی به همین نام، به‌نام «فَتی آرباکل» (آرباکلِ چاقالو، آرباکل خپل) شهرت داشت.

## اوایل زندگی

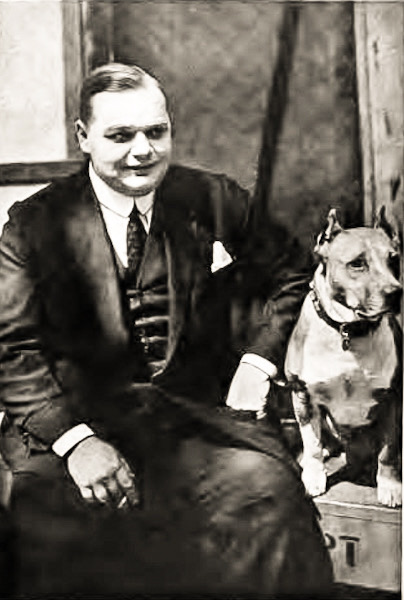
راسکو آرباکل در کنار سگی به نام لوک که سگ خودش و همسرش مینتا دارفی بود. حوالی ۱۹۱۹

راسکو آرباکل در ۲۴ مارس ۱۸۸۷ در شهر اسمیت سنتر، کانزاس به‌دنیا آمد. او یکی از نُه فرزندِ «مری ئی. گوردون» و «ویلیام گودریچ آرباکل» بود. او در بدو تولد بیش از ۵٫۹ کیلوگرم وزن داشت و پدرش معتقد بود که او کودکی نامشروع است، زیرا هر دو والدین لاغراندام بودند. در نتیجه، نام «راسکو کانکلینگ» را بر روی او نهاد که نام سناتور ایالت نیویورک و مردی هرزه و بدنام بود که پدرش از او تنفر داشت. زایمانِ این کودک برای مادرش با آسیب و عوارضی همراه بود و منجر به مشکلات جسمانی مزمنی شد که یازده سال بعد، به مرگ او انجامید.
آرباکل تقریباً دو ساله بود که خانواده‌اش به سانتا آنا، کالیفرنیا نقل مکان کردند. او برای اولین بار در سن ۸ سالگی در سانتا آنا با گروه نمایش فرانک بیکن روی صحنه رفت. این کار برایش لذت‌بخش بود و تا زمان مرگ مادرش در سال ۱۸۹۸، یعنی تا سن ۱۱ سالگی به این کار ادامه داد. پدر آرباکل همیشه نسبت به او بدرفتار و سخت‌گیر بود و پس از مرگ مادر، دیگر حاضر به حمایت از او نشد، بنابراین راسکو به انجام کارهای جورواجور در یک هتل، امرار معاش می‌کرد. او عادت داشت در حین کار آواز بخواند تا اینکه یک خواننده حرفه‌ای صدای او را شنید و از او برای اجرای آواز در یک «برنامه استعدادیابی غیرحرفه‌ای» دعوت کرد. این نمایش شامل تماشاگرانی بود که با دست زدن یا شیشکی بستن دربارهٔ خوبی یا بدی اجرا قضاوت می‌کردند و هنرمندان بد را با عصای چوپانی از صحنه پائین می‌کشیدند. آرباکل آواز خواند، رقصید و چند شیرین‌کاری هم اجرا کرد، اما تماشاگران را تحت‌تأثیر قرار نداد. در همین حین، به نظرش رسید که از درون تاریکی تماشاچیان، عصای چوپانی به سمتش می‌آید و با وحشتِ آشکار، به داخل گودالِ گروه ارکستر پرید. تماشاگران که فکر می‌کردند این کار، بخشی از شیرین‌کاری اوست، به وجد آمدند و غوغایی به‌پا گشت و او در مسابقه پیروز شد و به‌عنوان هنرمند وودویل مشغول به کار شد.

## پیشه

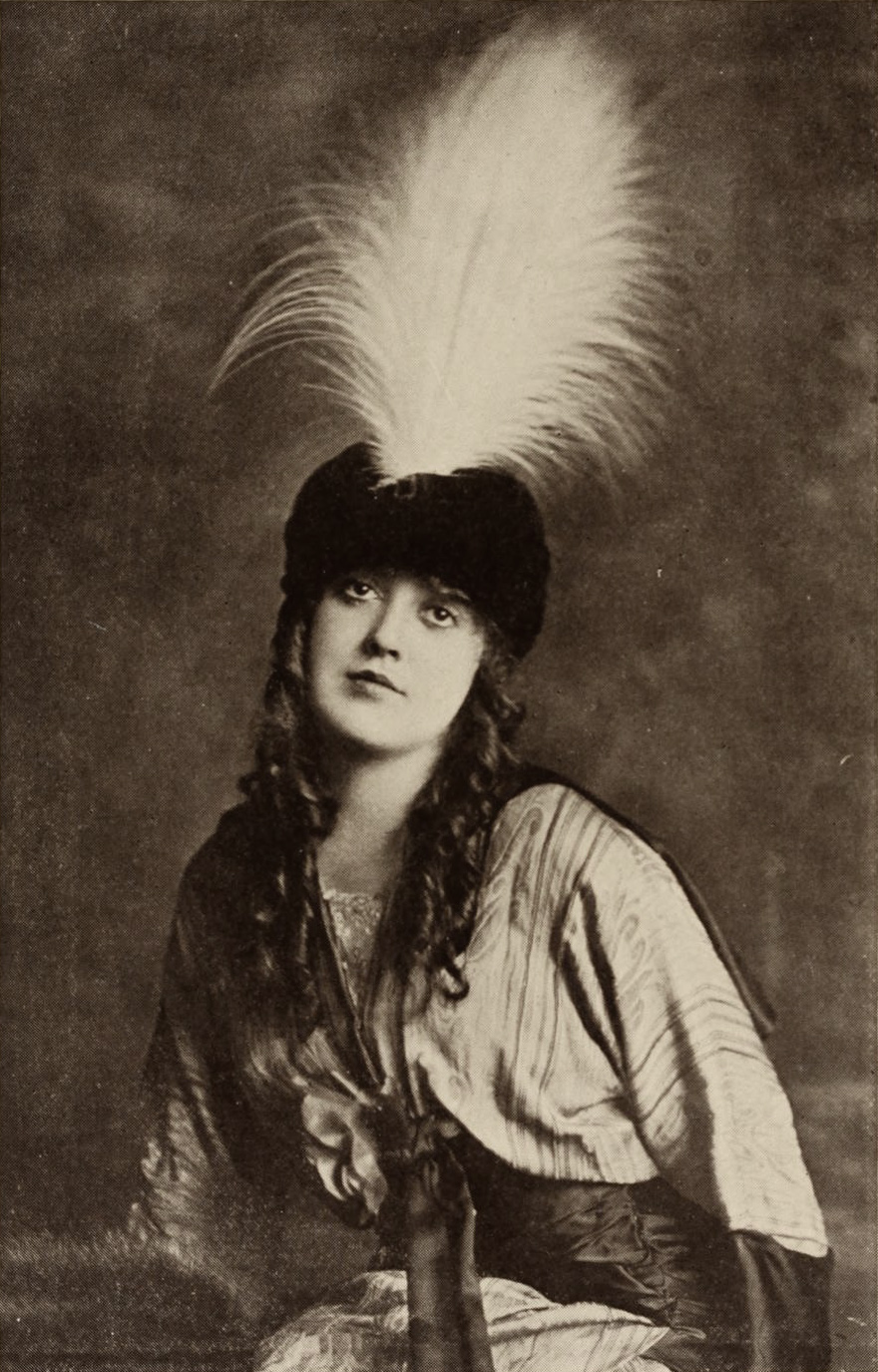
ستاره و همبازی آرباکل، میبل نورماند

در سال ۱۹۰۴، سید گراومن از آرباکل دعوت کرد تا در سالن جدیدالاحداث «یونیک تئاتر» خود در سان فرانسیسکو آواز بخواند و از این‌جا، دوستی درازمدت این دو آغاز کرد. راسکو سپس به «گروه نمایش پانتاگس» در تور ساحل غربی آمریکا پیوست و در سال ۱۹۰۶ در «تئاتر اورفیوم» در پورتلند، اورگن در یک گروه هنری وودویل که توسط لیان ارول سازماندهی شده بود هنرنمایی کرد. آرباکل به بازیگر اصلی بدل شد و گروه نمایش، کار خود را در آن تور هنری با موفقیت ادامه داد.
در ۶ اوت ۱۹۰۸، آرباکل با مینتا دارفی، دختر «چارلز وارن دارفی» و «فلورا ادکینز» ازدواج کرد. دارفی در بسیاری از فیلم‌های کمدی اولیه با آرباکل همبازی بود. این زوج از جهتی در کنارِ هم عجیب بودند، چرا که مینتا کوتاه‌قد و ریزه‌اندام بود در حالی که آرباکل ۱۳۶ کیلوگرم وزن داشت. آرباکل سپس به «گروه وودویل موروسکو بربنک استاک» پیوست و به تور هنری چین و ژاپن رفت و در اوایل سال ۱۹۰۹ به آمریکا بازگشت.
آرباکل در ژوئیه ۱۹۰۹ با حضور در فیلم بچه بن فعالیت سینمایی خود را آغاز کرد. او تا سال ۱۹۱۳ به‌طور پراکنده در فیلم‌های تک حلقه‌ای شرکت سیلیگ پلی‌سکوپ ظاهر شد، سپس برای مدت کوتاهی به شرکت یونیورسال پیکچرز پیوست و در کمدی‌های پلیس‌های کی‌استون مک سنت به ستاره‌ای بدل شد. اگرچه جثهٔ بزرگ او بدون شک، بخشی از جذابیت کمدی او بود، اما آرباکل نسبت به چاقی و وزن زیاد خود معذب بود و از استفاده از آن برای ایجاد خنده‌های «سخیف و زودگذر» مانند گیر افتادن در چهارچوب در یا در یک صندلی، خودداری می‌کرد.
آرباکل خواننده با استعدادی بود. پس از آن که خوانندهٔ ایتالیایی و نامدار اپرا انریکو کاروسو صدا و آواز او را شنید، به او گفت که «این مزخرفاتی را که برای امرار معاش انجام می‌دهی کنار بگذار، با آموزش صحیح، می‌توانی دومین خوانندهٔ بزرگِ جهان شوی.»

## کمدین

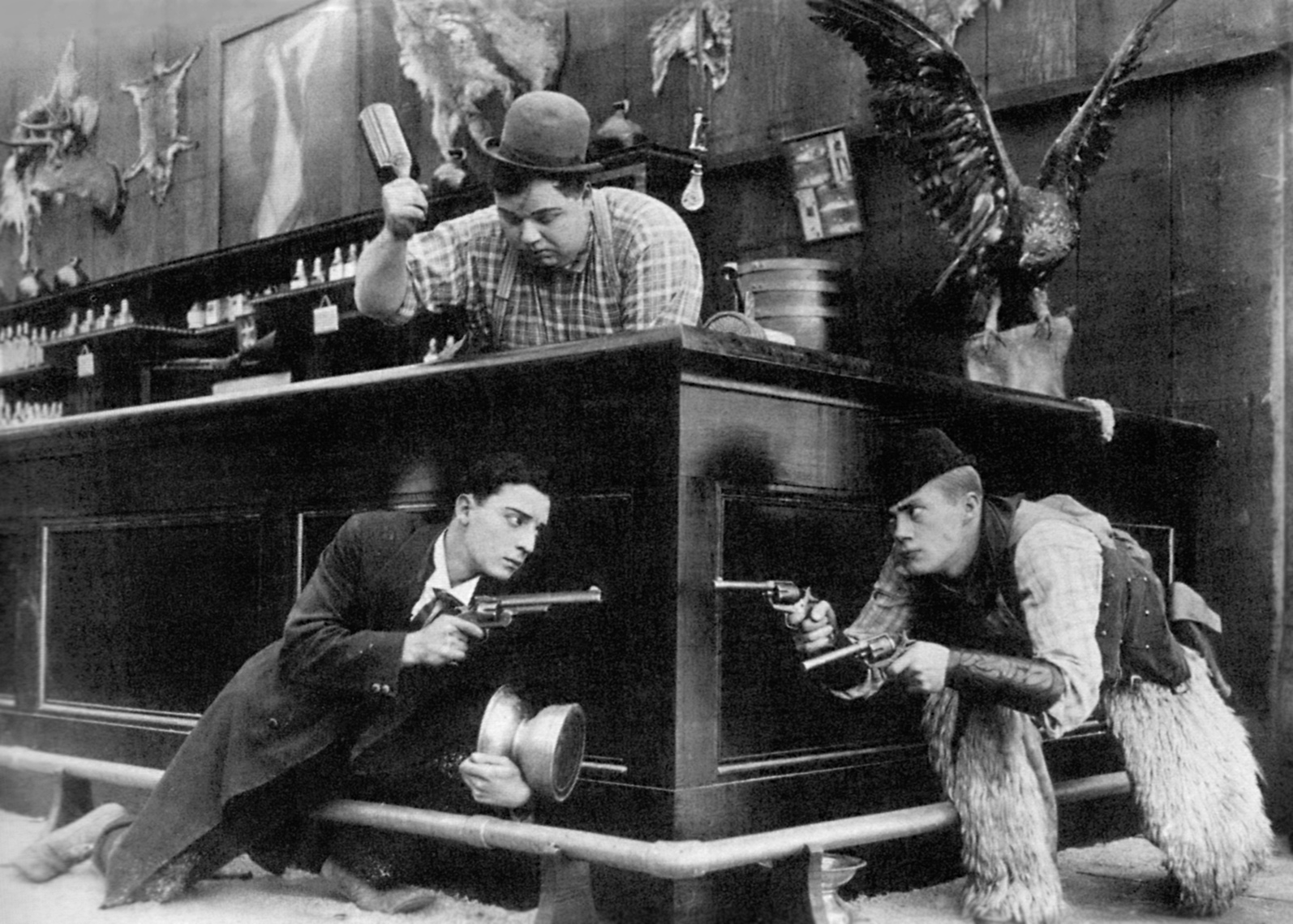
خواهرزادهٔ آرباکل اَل سنت جان (راست) در کنار باستر کیتون و آرباکل در صحنه‌ای از فیلم در غرب (۱۹۱۸)

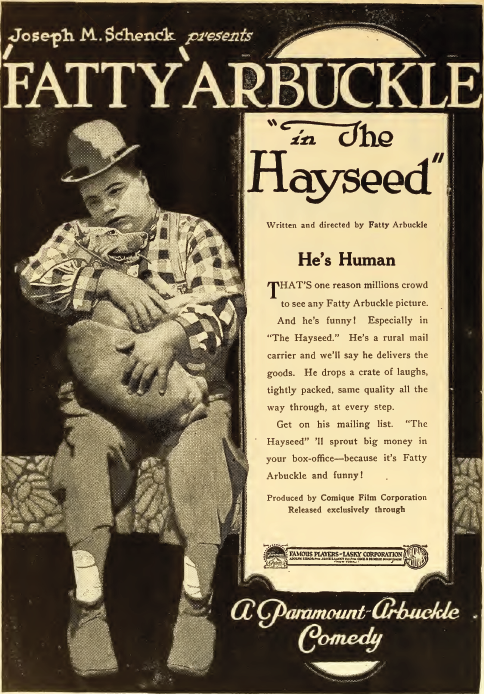
تبلیغی برای فیلم دهاتی ساده‌لوح (۱۹۱۹) که در آن آرباکل را در حالی که سگش لوک را بغل کرده، نشان می‌دهد.

با وجود جثه فیزیکی بزرگ و تنومند، آرباکل به طرز قابل توجهی چابک و آکروباتیک بود. مک سنت، هنگام بازگویی اولین ملاقات خود با آرباکل، خاطرنشان کرد که او «به چالاکی فرد آستر از پله‌ها بالا رفت» و «ناگهان به روی پنجه پا ایستاد، دستانش را به‌هم زد و به موزونی یک دخترک بندباز یک چرخ کامل رو به عقب زد». کمدی‌های او پرتحرک و پرسرعت هستند، صحنه‌های تعقیب و گریز فراوانی دارند، و دارای شوخی بصری فراوانی هستند. آرباکل به کمدی کلیشه‌ای «زدن کیک توی صورت» علاقه داشت که اصولاً نمادی از کمدی‌های دوران صامت محسوب می‌شود. نخستین نمونهٔ شناخته‌شدهٔ «زدن کیک توی صورت» که در فیلم دیده شد، در ژوئن ۱۹۱۳ در فیلم تک‌حلقه‌ای همهمه‌ای از ژرفنا بود، با بازی آرباکل و شریک هنری سینمایی‌اش میبل نورماند.
در سال ۱۹۱۴، پارامونت پیکچرز به آرباکل و نورماند پیشنهاد بی‌سابقه ۱٬۰۰۰ دلار در روز به اضافهٔ بیست و پنج درصد از کلِ سود و کنترل کاملِ هنری بر ساخت فیلم‌ها را ارائه کرد. این فیلم‌ها به قدری پردرآمد و محبوب بودند که در سال ۱۹۱۸ به آرباکل یک قرارداد سه سالهٔ ۳ میلیون دلاری (معادل حدود ۵۸٬۰۰۰٬۰۰۰ دلار در سال ۲۰۲۲) پیشنهاد شد.
در سال ۱۹۱۶، آرباکل با مشکلات جسمی جدی مواجه شد. عفونت کفگیرکی که روی پای او ایجاد شده بود، به‌حدی شدید شد که پزشکان تصمیم گرفتند پای او را قطع کنند. اگرچه آرباکل توانست پای خود را حفظ کند، اما برای کاهش درد، به او مُرفین تجویز کردند و همین موضوع سبب شد تا بعدها متهم به اعتیاد شود. پس از بهبودی، آرباکل شرکت فیلم‌سازی خود به نام «کُمیک» را با مشارکت جوزف ام. شنک راه‌اندازی کرد. اگرچه «کُمیک» تعدادی از بهترین فیلم‌های کوتاه دوران صامت را تولید کرد، اما آرباکل در سال ۱۹۱۸ اداره شرکت خود را به باستر کیتون واگذار کرد و پیشنهاد ۳ میلیون دلاری پارامونت برای ساخت ۱۸ فیلم بلند طی سه سال را پذیرفت.
آرباکل از نام مستعار هنری‌اش - «چاقالو» - در فیلم‌ها متنفر بود. این لقب از دوران مدرسه، نام مستعار او شده بود. وی زمانی گفت: «این نام‌گذاری اجتناب ناپذیر بود.» (به‌خاطر جثهٔ بزرگ او). طرفدارانش همچنین او را «شاهزاده نهنگ‌ها» و «بالوناتیک» نامیدند. با این حال، نام چاقالو اشاره به شخصیتی است که آرباکل روی پرده سینما به تصویر می‌کشد (معمولاً یک دهاتی ساده‌لوح) نه خودِ آرباکل. زمانی که آرباکل در نقش یک زن بازی می‌کرد، این شخصیت «دوشیزه چاقالو» نام می‌گرفت؛ مثلاً در فیلم عشاق کنار دریای دوشیزه چاقالو. آرباکل افراد را از خطاب کردن او با عنوان «چاقالو» در بیرون از دنیای سینما منع می‌کرد، و وقتی کسی این کار را انجام می‌داد، پاسخ معمول او این بود: «میدونی که، من اسم دارم.»

## رسوایی
در ۵ سپتامبر ۱۹۲۱، آرباکل از برنامهٔ پُرمشغله بازیگری خود فاصله گرفت و علیرغم اینکه از سوختگی درجه دوم هر دو باسن در اثر سانحه‌ای در صحنه فیلمبرداری رنج می‌برد، با دو دوست به نام‌های لاول شرمن و فرد فیشبک به سانفرانسیسکو رفت. این سه نفر در سه اتاق در هتل سنت فرانسیس اقامت کردند: اتاق ۱۲۱۹ برای آرباکل و فیشبک به‌طور مشترک، اتاق ۱۲۲۱ برای شرمن، و اتاق ۱۲۲۰ به عنوان اتاق جشن و مهمانی تعیین شده بود. چند زن هم به سوئیت دعوت شده بودند. در حین می‌گساری و عیاشی، یک بازیگر ۳۰ ساله جاه‌طلب به نام ویرجینیا رَپـِی در اتاق ۱۲۱۹ به شدت بیمار شد و توسط پزشکِ هتل مورد معاینه قرار گرفت. پزشک به این نتیجه رسید که علائم رَپـِی بیشتر ناشی از مسمومیت با الکل است و به او مورفین داد تا او را آرام کنند. رَپـِی دو روز پس از این واقعه، در بیمارستان بستری شد.

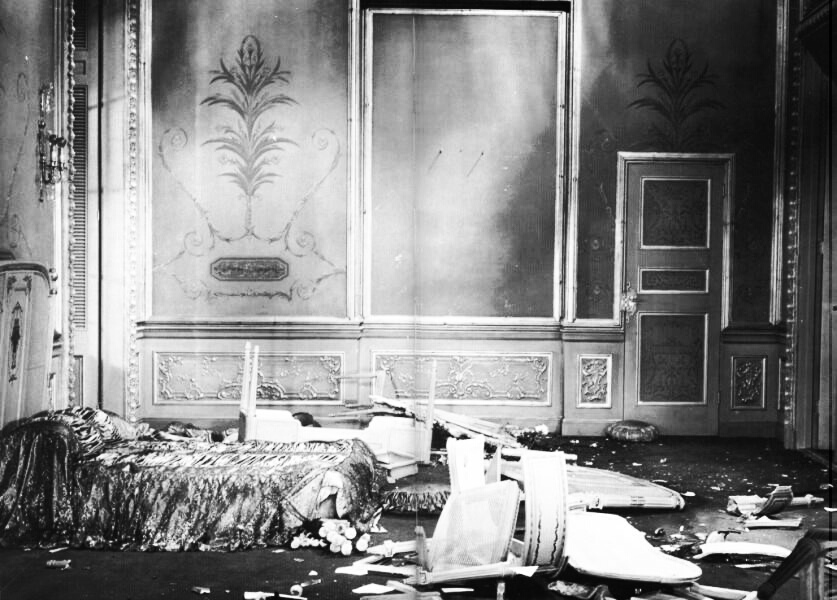
سوئیت شماره ۱۲۲۱ هتل سنت فرانسیس، اندکی پس از مهمانی آرباکل

در بیمارستان، دوستِ همراهِ رَپـِی در مهمانی، «بامبینا ماد دلمونت» به پزشک گفت که آرباکل به دوستش تجاوز کرده‌است. پزشک، رَپـِی را معاینه کرد اما هیچ مدرکی دال بر تجاوز پیدا نکرد. او یک روز پس از بستری شدن در بیمارستان بر اثر التهاب صفاق ناشی از پارگی مثانه درگذشت. رَپـِی از عفونت ادراری مزمن رنج می‌برد و نوشیدن مشروب، به‌طور چشمگیری این عارضه را تحریک می‌کرد.
دلمونت سپس به پلیس هم گفت که آرباکل به رَپـِی تجاوز کرده‌است. پلیس به این نتیجه رسید که فشار بدنِ تنومندِ آرباکل که روی او خوابیده بود، باعث پارگی مثانه او شده‌است. در کنفرانس مطبوعاتی بعدی، مدیر رَپـِی، «اَل سمناکر» آرباکل را متهم کرد که از یک تکه یخ برای تحریک جنسی رَپـِی استفاده کرده‌است و در نتیجه منجر به جراحات بعدی او شد. زمانی که ماجرا در روزنامه‌ها گزارش شد، این شی به جای یک تکه یخ، به یک بطری کوکا کولا یا شامپاین تبدیل شد. در واقع شاهدان شهادت دادند که آرباکل یخ را روی شکم رَپـِی مالیده بود تا درد شکم او را تسکین دهد. آرباکل هر گونه تخلفی را رد کرد. دلمونت در تلاش برای اخاذی از وکلای آرباکل، بعداً بیانیه‌ای رسمی مبنی بر متهم کردن آرباکل به پلیس ارائه کرد.
محاکمه آرباکل یک رویداد رسانه‌ای بزرگ بود. روزنامه‌های زرد به این داستان دامن زدند و آرباکل را همچون مردی بدجنسی به‌تصویر کشیدند که از وزن زیاد خود برای چیره شدن بر دختران بی‌گناه استفاده می‌کند. روزنامه‌های زنجیره‌ای سراسری ویلیام راندولف هرست با داستان‌هایِ اغراق‌آمیز و هیجان‌انگیز از این وضعیت سوءاستفاده کردند. هرست از سود سرشاری که در جریان رسوایی آرباکل به‌دست آورده بود خوشحال بود و گویا جایی گفت که «روزنامه‌های بیشتری از زمان غرق شدن آرام‌اس لوسیتانیا فروخته‌است.» گروه‌های اخلاق‌گرا خواستار محکومیت آرباکل به اعدام شدند. رسوایی حاصل، زندگی حرفه‌ای آرباکل را به همراه زندگی شخصی‌اش نابود کرد.

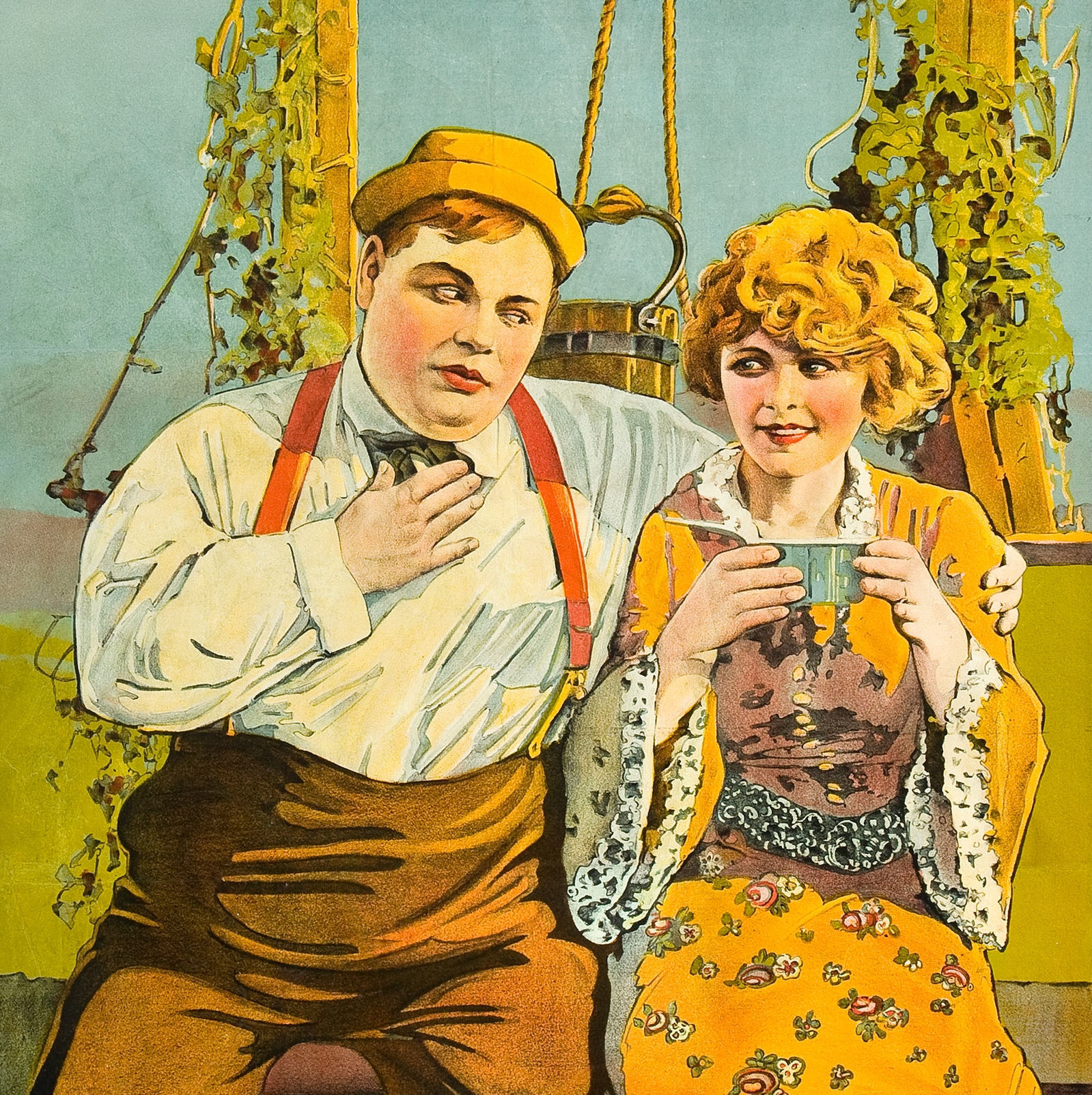
وینیفرد وستوور در کنار آرباکل در پوستر فیلم عشق

کسانی که آرباکل را از نزدیک می‌شناختند، وی را مردی خوش‌اخلاق و خجالتی توصیف می‌کردند. از او همچنین به عنوان «عفیف‌ترین مرد در سینما» یاد شده‌است. با این حال، مدیران استودیو از ترسِ تبلیغاتِ منفی توسط اتحادیه‌ها، به دوستانِ سینمایی آرباکل و بازیگران همکارش (که کنترل حرفه‌شان در دستان آنان بود) دستور دادند که علناً دربارهٔ او صحبت نکنند. چارلی چاپلین که در آن زمان در بریتانیا بود، به خبرنگاران گفت که نه الان و نه در آینده، نمی‌تواند باور کند که آرباکل با مرگ رَپـِی ارتباطی داشته باشد. چاپلین که آرباکل را از دوران همکاری‌شان در کی‌استون در سال ۱۹۱۴ می‌شناخت، «راسکو را، یک تیپ خوش‌مشرب و ملایم می‌دانست که آزارش به مورچه هم نمی‌رسد.» بنابر گزارش‌ها، باستر کیتون در یک بیانیه عمومی از بی‌گناهی آرباکل حمایت کرد، تصمیمی که باعث توبیخ خفیف او از استودیوی محل کارش شد. ویلیام اس هارت، بازیگر سینما، که هرگز با آرباکل دیدار نداشته یا با او کار نکرده بود، چند اظهارنظر عمومی مخرب بیان کرد که در آنها آرباکل را گناهکار قلمداد می‌نمود. آرباکل بعداً طرح فیلم‌نامه‌ای را نوشت که هارت را به‌عنوان یک دزد، قلدر و زن‌کتک‌زن معرفی می‌کرد و کیتون این فیلم‌نامه را از او خرید. فیلم حاصل، شمال یخ‌زده، در سال ۱۹۲۲ و تقریباً یک سال پس از آشکار شدن رسوایی وی اکران شد، کیتون نویسندگی، کارگردانی و بازی در این فیلم را به عهده داشت. در نتیجه، هارت تا سال‌ها از صحبت با کیتون خودداری کرد.

## محاکمه‌ها
متیو بریدی دادستان ناحیه‌ای سان فرانسیسکو - مردی به شدت جاه‌طلب که قصد داشت برای فرمانداری ایالت کالیفرنیا نامزد شود - در اظهار نظری عمومی آرباکل را مقصر و گناهکار دانست و شاهدان را برای بیان اظهاراتِ نادرست، تحت فشار قرار داد. بردیی در ابتدا از دلمونت به عنوان شاهد اصلی خود در جریان دادرسی کیفرخواست استفاده کرد. مدعی علیه نامه‌ای از دلمونت پیدا کرد که در آن به طرحی برای اخاذی از آرباکل اعتراف شده بود. با توجه به روایت‌های متناقض و دائماً در حالِ تغییر دلمونت، شهادت او برای تکمیل یک محاکمه کامل کفایت نمی‌کرد. در نهایت، قاضی هیچ مدرکی دال بر تجاوز پیدا نکرد. قاضی پس از شنیدن شهادت یکی از مهمانان مهمانی، «زی پروان»، مبنی بر اینکه رَپـِی در بستر مرگ به او گفته بود «راسکو به من آسیب زد»، به این نتیجه رسید که می‌توان آرباکل را به قتل درجه یک متهم کرد. بردیی در ابتدا قصد داشت به دنبال مجازات اعدام باشد. این اتهام بعداً به قتل شبه‌عمد تقلیل یافت.

### محاکمه نخست

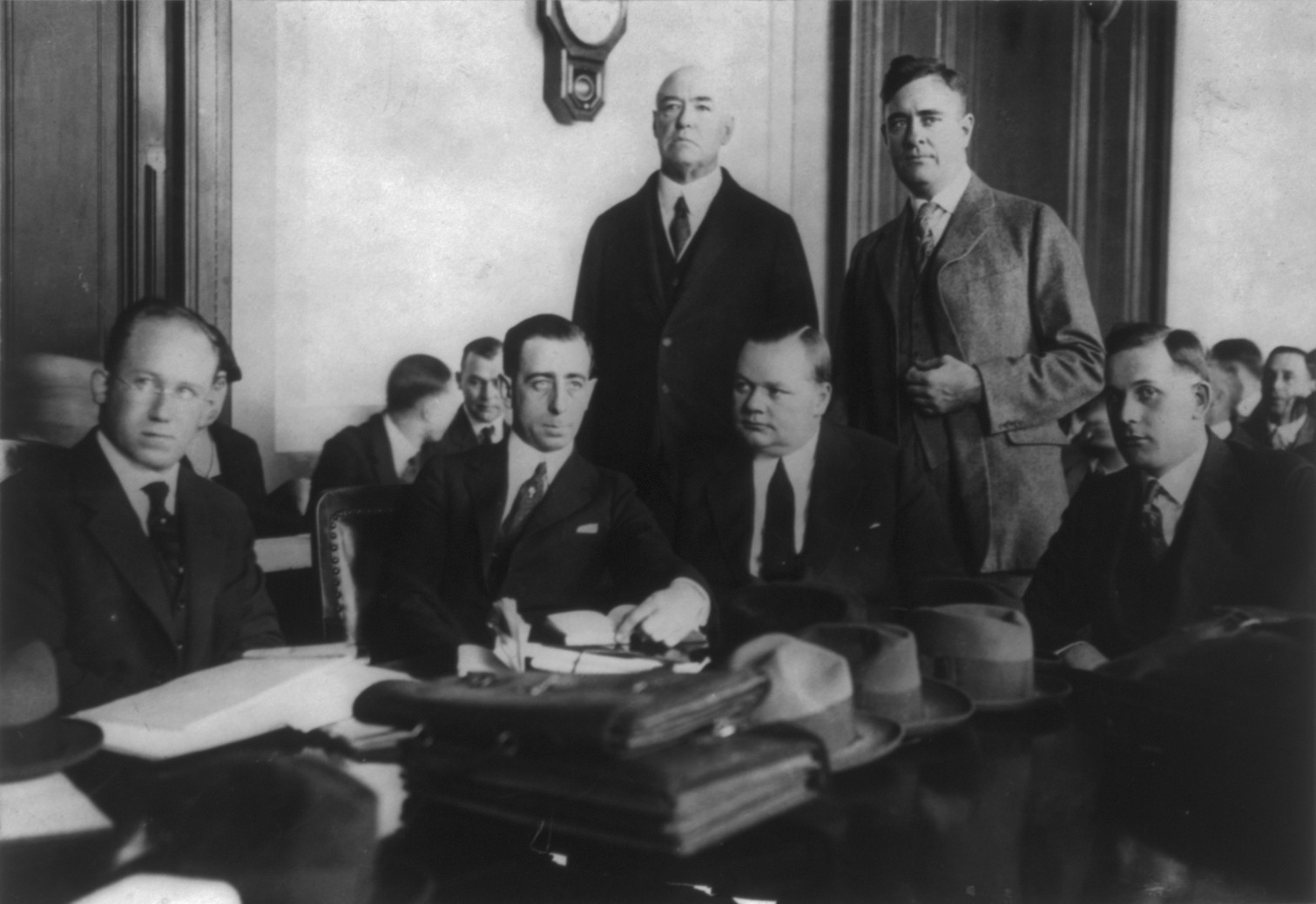
آرباکل و وکلای مدافعش در نخستین محاکمه، نوامبر ۱۹۲۱

آرباکل در ۱۷ سپتامبر ۱۹۲۱ دستگیر و به اتهام قتل عمد محاکمه شد. او پس از نزدیک به سه هفته حبس، با قرار وثیقه بیرون آمد. محاکمه در ۱۴ نوامبر ۱۹۲۱ در دادگاهی در شهر سانفرانسیسکو آغاز شد. آرباکل به عنوان وکیل مدافع اصلی خود، گاوین مک‌ناب، یک وکیل محلی مجرب را استخدام کرد. شاهد اصلی هم «زی پروان» بود. در ابتدای محاکمه، آرباکل به همسرش، مینتا دورفی که میانشان اختلاف و کدورت پیش آمده بود، گفت که به رَپـِی آسیبی نرسانده‌است. دورفی حرف آرباکل را باور کرد و به‌طور مرتب در دادگاه حاضر شد تا از او حمایت کند. احساسات عمومی نسبت به آرباکل آنقدر منفی بود که دورفی بعداً هنگام ورود به دادگاه، مورد اصابت گلوله قرار گرفت.
نخستین شاهدان دادستان در طول محاکمه، این افراد بودند: «بتی کمبل» که مدلی بود که در مهمانی شرکت کرد و شهادت داد که آرباکل را چند ساعت پس از وقوع تجاوز ادعایی، با لبخندی بر صورتش دیده‌است. «گریس هالتسون»، یک پرستار بیمارستان محلی که شهادت داد به احتمال زیاد آرباکل به رَپـِی تجاوز کرده و بدن او را کبود کرده‌است و پزشکی به نام «ادوارد هاینریش»، که یک جرم‌شناس محلی بود و ادعا می‌کرد اثر انگشت در راهرو ثابت می‌کند که رَپـِی سعی کرده‌است فرار کند، اما آرباکل با گرفتن دستش او را متوقف کرده‌است. دکتر «آرتور بردزلی»، پزشک هتلی که رَپـِی را معاینه کرده بود، شهادت داد که به نظر می‌رسید یک نیروی خارجی به مثانه او آسیب رسانده‌است. با این حال، در طی بازجویی متقابل، کمبل فاش کرد که دادستان او را تهدید کرده بود که اگر علیه آرباکل شهادت ندهد، او را به شهادت دروغ متهم خواهد کرد. ادعای دکتر هاینریش مبنی بر یافتن اثر انگشت هم بعداً مورد تردید قرار گرفت چرا که مک‌ناب خدمتکاری را از هتل سنت فرانسیس به دادگاه آورد که شهادت داد قبل از انجام تحقیقات، اتاق را کاملاً تمیز کرده بود. دکتر بردزلی اعتراف کرد که رَپـِی هرگز در هنگام معالجه او، حرفی در مورد تجاوز آرباکل به او نزده‌است. علاوه بر این، مک‌ناب توانست پرستار هالتسون را وادار به اعتراف کند که پارگی مثانه رَپـِی کاملاً ممکن است در اثرِ سرطان باشد، و کبودی‌های روی بدن او نیز ممکن است ناشی از جواهرات سنگینی باشد که آن شب به تن داشته‌است.
در ۲۸ نوامبر، آرباکل به عنوان آخرین شاهدِ وکیل مدافع، شهادت داد. او هم در بازجویی مستقیم و هم در بازجویی دوسویه، بی تکلف، صریح و آرام بود. آرباکل در شهادت خود مدعی شد که رَپـِی (که به شهادت خودش او را از پنج یا شش سال قبل می‌شناخته) حوالی ظهر آن روز به اتاق مهمانی (۱۲۲۰) آمد و آرباکل اندکی بعد از ورود او، برای تعویض لباس به اتاق خودش (۱۲۱۹) رفته‌است زیرا «مِـی تاب»، عروس بیلی ساندی از او خواسته بود تا با اتومبیل، چرخی در شهر بزنند. آرباکل در حمام اتاق خودش، رَپـِی را در حال استفراغ در توالت فرنگی یافته بود. او سپس ادعا کرد که رَپـِی به او گفته‌است که حالش خوب نیست و از او خواسته [همان‌جا] دراز بکشد، و آرباکل او را به اتاق خواب می‌برد و از چند نفر از مهمانان هم خواست تا به درمان او کمک کنند. وقتی آرباکل و چند نفر از مهمانان دوباره وارد اتاق شدند، رَپـِی را روی زمین نزدیک تخت دیدند که لباس‌هایش را پاره می‌کرد و دچار تشنج شدید بود. به‌منظورِ آرام کردن رَپـِی، او را در وان آب خنک قرار دادند. سپس آرباکل و فیشباخ او را به اتاق ۱۲۲۷ بردند و با مدیر هتل و پزشک هتل تماس گرفتند. در این لحظه همه حاضران فکر کردند که رَپـِی بسیار مست است، از جمله پزشکان هتل. با فرض اینکه رَپـِی با استراحت و خوابیدن، این بدمستی را بدون مشکل پشت سر خواهد گذاشت، آرباکل «مِـی تاب» را برای گردش به شهر برد.
در طول دادگاه، دادستان گزارش پزشکی مربوط به مثانهٔ رَپـِی را به عنوان مدرکی دالِ بر ابتلای او به بیماری ارائه کرد. آرباکل در شهادت خود منکر هرگونه اطلاع قبلی از بیماری رَپـِی شد. در طول بازجویی دوسویه، لئو فریدمن، دستیار دادستان منطقه، به شدت آرباکل را استنطاق کرد که با دیدن بدحالی رَپـِی، به‌موقع با پزشک تماس نگرفته‌است و استدلال کرد که او از انجام این کار امتناع کرده‌است، زیرا از بیماری رَپـِی اطلاع قبلی داشته و فرصتی عالی برای تجاوز و کشتن او پیش روی خود دیده‌است. آرباکل با آرامش گفت که او هرگز در طول مهمانی به رَپـِی آسیبی نزنده یا به او تجاوز جنسی نکرده‌است و همچنین اظهار داشت که هرگز در زندگی خود هیچ گونه اقدام جنسی نامناسبی علیه هیچ زنی انجام نداده‌است. پس از بیش از دو هفته شهادت با شصت شاهد دادستانی و وکیلان مدافع، از جمله هجده پزشک که در مورد بیماری رَپـِی شهادت دادند، دادگاه به شور و مشورت رفت. در ۴ دسامبر ۱۹۲۱، هیئت منصفه پنج روز بعد پس از نزدیک به چهل و چهار ساعت بحث و بررسی با ۱۰–۲ رای به بن‌بست تصمیم‌گیری در زمینهٔ بی‌گناهی آرباکل رسید، و در نتیجه یک «محاکمه غلط» (به‌دلیل عدم توافق اعضای هیئت منصفه) اعلام شد.
کمی بعد، وکلای آرباکل توجه خود را بر روی زنی به نام هلن هوبارد متمرکز کردند که به هیئت منصفه گفته بود «تا زمانی که جهنم سرد شود» به گناهکاری آرباکل رأی خواهد داد. او حتی از دیدن مدارک یا خواندن متن محاکمه امتناع کرده بود، زیرا تصمیم خود را نسبت به گناهکاری آرباکل از قبل در صحن دادگاه گرفته بود. شوهر هوبارد یک وکیل بود که با دفتر دادستانی دادوستد داشت و از اینکه همسرش در هنگام انتخاب اعضای هیئت منصفه به چالش کشیده نشده بود، ابراز شگفتی کرد. در حالی که پس از محاکمه توجه زیادی به هوبارد شد، برخی از اعضای سابق هیئت منصفه به خبرنگاران گفتند که آنها معتقدند که آرباکل واقعاً مجرم است، اما نه با دلیلی قطعی و غیرقابل تردید. در طول غور و بررسی، برخی از اعضای هیئت منصفه همچون هوبارد تصمیم گرفتند رای به محکومیت آرباکل بدهند، اما همه آنها به جز «توماس کیلکنی» از این کار منصرف شدند. «جوآن مایرز»، پژوهشگر زندگی آرباکل، جو سیاسی آن هنگام و توجه رسانه‌ها به حضور زنان در هیئت منصفه را توصیف می‌کند (که در آن زمان تنها چهار سال از قانونی شدنش می‌گذشت) و اینکه چگونه وکیل مدافع آرباکل بلافاصله هوبارد را به عنوان یک فرد بدخواه و شریر معرفی کرد. مایرز همچنین در پژوهش‌های خود، به روایت هوبارد از تلاش‌های «آگست فریتز»، رئیس هیئت منصفه در تهدید او برای تغییر رای خود به «بی‌گناهی» اشاره کرده‌است. برخلاف هوبارد که هنگام به چالش کشیده‌شدن رای‌اش، توضیحاتی ارائه می‌کرد، کیلکنی سکوت می‌کرد و پس از پایان محاکمه به سرعت از کانون توجه رسانه‌ها محو می‌شد.

### محاکمه دوم
دادگاه دوم در ۱۱ ژانویه ۱۹۲۲ با هیئت منصفه جدید، اما با همان دفاعیه قانونی و پیگرد قضایی و همچنین همان قاضی پیشین آغاز شد. همان شواهد نیز ارائه شد، اما این بار یکی از شاهدان، «زی پروان»، شهادت داد که بریدی او را مجبور به دروغ گفتن کرده‌است. یکی دیگر از شاهدان که در جریان دادگاه نخست هم شهادت داده بود، یک نگهبان سابق استودیو کالور به نام «جسی نورگارد» بود و شهادت داد که آرباکل یک بار در استودیو حاضر شد و در ازای دریافت کلید اتاق رختکن رَپـِی، به او رشوه نقدی پیشنهاد داد. ظاهراً این کمدین گفته بود که می‌خواهد با این بازیگر شوخی کند. نورگارد گفت که از دادن کلید رختکن به او خودداری کرده‌است. در طول بازجویی دوسویه، شهادت نورگارد زیر سؤال رفت چرا که معلوم شد او یک مجرم سابق است که در حال حاضر متهم به تجاوز جنسی به یک دختر هشت ساله است و همچنین به‌دنبالِ کاهشِ مجازات از سوی بریدی در ازایِ ارائه شهادت بوده‌است. به‌علاوه، برخلاف دادگاه اول، تاریخچه بی‌بندوباری و مشروب‌خواری زیاد رَپـِی به تفصیل شرح داده شد. محاکمه دوم همچنین برخی از شواهد مهم مانند شناسایی اثر انگشت آرباکل در اتاق خواب هتل را بی‌اعتبار کرد: هاینریش شهادت قبلی خود را از دادگاه اول پس گرفت و اظهار داشت که شواهد مربوط به اثر انگشت احتمالاً جعلی بوده‌است. تیم دفاع آنقدر به تبرئه متقاعد شده بودند که آرباکل برای شهادت فراخوانده نشد. وکیل او، مک‌ناب، هیچ استدلال نهایی برای هیئت منصفه ارائه نکرد. با این حال، برخی از هیئت منصفه، خودداری وکلای مدافع در فراخوانی آرباکل برای ارائه شهادت آخر را نشانه‌ای از گناهکاری او دانستند. پس از پنج روز و بیش از چهل ساعت بحث و مشاوره، هیئت منصفه در ۳ فوریه به صحن دادگاه بازگشت و باز با ۱۰–۲ رای، در محکوم شناختن آرباکل به بن‌بست تصمیم‌گیری رسید و منجر به اعلام «محاکمه غلط» دیگری (به‌دلیل عدم توافق اعضای هیئت منصفه) شد.

### محاکمه سوم
در زمان سومین محاکمه آرباکل، فیلم‌های او توقیف شده بود و روزنامه‌ها در هفت ماه گذشته پر از روایت‌هایی از عیاشی‌های هالیوودی، قتل، و انحرافات جنسی شده بودند. دوستِ رَپـِی، «بامبینا ماد دلمونت»، به شهرهای مختلف کشور سفر کرده و در حال اجرای تک‌نفرهٔ نمایش «زنی که حکم قتل آرباکل را امضا کرد» و سخنرانی در مورد پلیدی‌های هالیوود بود.

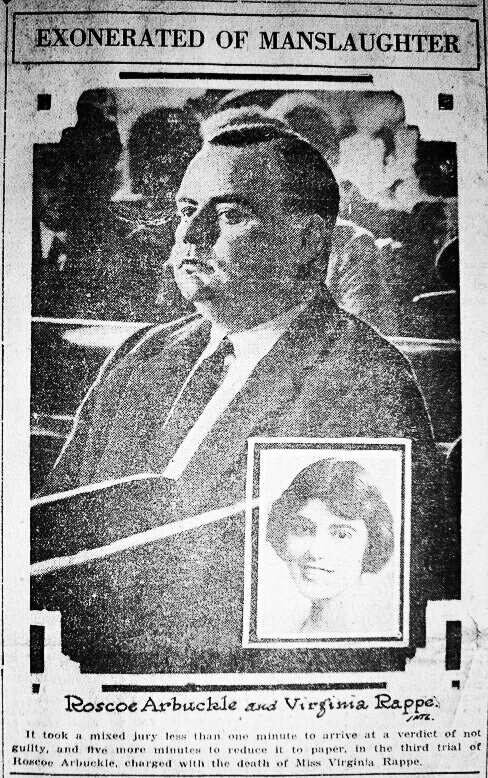
خبر حکم بی‌گناهی، ۱۹۲۲

دادگاه سوم در ۱۳ مارس ۱۹۲۲ آغاز شد و این بار تیم وکیلان مدافع ریسک و خطر نکردند. مک‌ناب، دفاعی پویا و پُرحرارت انجام داد و پروندهٔ دادستان را با یک سنجش و بازبینی طولانی و پرتکاپو و همچنین بازجویی‌های دوسویه از هر شاهد، کاملاً برهم زد. مک‌ناب همچنین موفق شد شواهد بیشتری در مورد گذشته جلف و شهوت‌انگیز رَپـِی و سابقه پزشکی او به‌دست‌آورد.
اشکال دیگری نیز در پرونده دادستانی پیش آمد؛ زیرا «زی پروان»، یکی از شاهدان اصلی، پس از فرار از دست پلیس، از کشور خارج شد و دیگر نمی‌توانست شهادت دهد. همچون دادگاه اول، آرباکل به عنوان شاهد نهایی فراخوانده شد و در شهادت صمیمانه خود در مورد روایتش از وقایع آن مهمانی، مجدداً همه اتهام‌ها را رد کرد. گفته می‌شود که باستر کیتون در دادگاه حضور داشته و شواهد مهمی برای اثبات بی‌گناهی آرباکل ارائه کرده‌است. از طرفی معلوم شد دلمونت در فحشا، اخاذی و باج‌گیری دست داشت. مک‌ناب در طی نطق و بیانیه پایانی، خاطرنشان ساخت که این پرونده علیه آرباکل از همان ابتدا، تا چه اندازه نقص داشته و چگونه بریدی به دام اتهامات عجیب دلمونت افتاد، کسی که مک‌ناب او را «شاهدی شاکی، که هرگز شاهدِ و ناظر چیزی نبود» توصیف کرد. هیئت منصفه مذاکرات را در ۱۲ آوریل آغاز کرد و تنها ۶ دقیقه طول کشید تا با رأیِ متفق‌القولِ «بیگناهی متهم» به صحن دادگاه بازگشت. پنج دقیقه از آن دقایق، صرفِ نوشتن یک بیانیه رسمی عذرخواهی از آرباکل شد که او را در معرض این آزمون سخت قرار داد؛ حرکتی شگرف در تاریخ دادرسی آمریکا. در بیانیه هیئت منصفه که توسط سرپرست این هیئت قرائت شد، آمده‌است:
پس از خواندن بیانیه عذرخواهی، سرپرست هیئت منصفه شخصاً بیانیه را به آرباکل داد و او این بیانیه را تا پایان عمر به عنوان یک یادگاری ارزشمند نگه داشت. سپس، یکی پس از دیگری، هیئت منصفه ۱۲ نفره به اضافه دو عضو علی‌البدل، به سمت میز دفاع آرباکل رفتند، با او دست دادند و/یا در آغوشش گرفتند و شخصاً از او عذرخواهی کردند. پس از صدور حکم و عذرخواهی رسمی، کل هیئت منصفه با افتخار در کنار آرباکل عکسی یادگاری گرفتند.
برخی از کارشناسان بعدها به این نتیجه رسیدند که ممکن است مثانه رَپـِی در نتیجه سقط جنینی که اندکی پیش از آن مهمانی سرنوشت‌ساز رخ داده، پاره شده باشد. اعضای بدن او از بین رفته بود و اکنون امکان آزمایش بارداری میسر نبود. از آنجایی که در آن مهمانی، الکل مصرف شده بود، آرباکل مجبور شد به یکی از موارد نقض قانون وُلستد اعتراف کند و می‌بایست ۵۰۰ دلار جریمه بپردازد. در زمان تبرئه، او بیش از ۷۰۰٬۰۰۰ دلار (معادل تقریباً ۱۲٬۲۰۰٬۰۰۰ دلار در سال ۲۰۲۲) به‌عنوان هزینه‌های حقوقی و دستمزد به وکلای خود برای سه محاکمه جنایی، بدهکار بود و مجبور شد خانه و تمام اتومبیل‌هایش را بفروشد تا بخشی از این بدهی را پرداخت کند.
این رسوایی و محاکمه، به محبوبیت آرباکل در میان عموم مردم، آسیب فراوانی وارد کرده بود. با وجود تبرئه و عذرخواهی، آبروی از دست‌رفتهٔ او بازیابی نشد و عواقب رسوایی همچنان ادامه یافت. ویل اچ. هیز که به عنوان رئیس جدید هیئت سانسور تولیدکنندگان و توزیع کنندگان فیلم‌های سینمایی آمریکا (MPPDA) خدمت می‌کرد، از آرباکل به عنوان نمونه‌ای از ضعف اخلاقی هالیوود یاد کرد. در ۱۸ آوریل ۱۹۲۲، شش روز پس از تبرئه آرباکل، هیز او را از بازی در هرگونه فیلمی در ایالات متحده منع کرد. او همچنین درخواست کرده بود که تمام نمایش‌ها و رزروهای فیلم‌های پیشین آرباکل لغو شود و سینماداران از این امر پیروی کردند. در دسامبر همان سال، تحت فشار عمومی، هیز تصمیم گرفت تا این ممنوعیت را لغو کند. اما آرباکل دیگر نتوانست نقشی را در سینما به عنوان بازیگر به‌دست‌آورد.
بیشتر سینماداران هم همچنان از اکران فیلم‌های آرباکل خودداری کردند، که در حال حاضر هیچ نسخه‌ای از آنها باقی نمانده و فیلم گمشده محسوب می‌شوند. یکی از فیلم‌های بلند آرباکل که تا به امروز حفظ شده، سال کبیسه است که پارامونت پیکچرز به دلیل این رسوایی از اکران آن در ایالات متحده خودداری کرد و در نهایت در اروپا منتشر شد. با توقیف فیلم‌های آرباکل، در مارس ۱۹۲۲، کیتون توافق‌نامه‌ای را امضا کرد که سی و پنج درصد از تمام سودهای آتی شرکت تولید فیلمش، «باستر کیتون کامدی»، را به آرباکل بدهد، به این امید که وضعیت مالی او را کمی بهبود یابد.

## پیامدهای بعدی
در نوامبر ۱۹۲۳، مینتا دورفی درخواستی رسمی برای طلاق از آرباکل به اتهام بی‌سرپرست گذاشتن همسر و ترک نفقه داد که در ژانویه بعد، این حکم طلاق صادر شد. آنها از سال ۱۹۲۱ از هم جدا شده بودند، اگرچه دورفی همیشه می‌گفت که او دلپذیرترین مرد جهان است و آنها هنوز با هم دوست هستند. پس از یک دورهٔ مصالحه و آشتی کوتاه، دورفی بار دیگر در حالی که در دسامبر ۱۹۲۴ در پاریس بود، درخواست طلاقی دوباره داد. آرباکل در ۱۶ مه ۱۹۲۵ با دوریس دین ازدواج کرد.
پس از این وقایع، آرباکل سعی کرد به فیلم‌سازی بازگردد، اما مقاومت این صنعت برای پخش و اکران تصاویر او همچنان پس از تبرئه‌اش ادامه داشت. او دوباره به اعتیاد به الکل روی آورد. به قول همسر اولش، «به نظر می‌رسد که راسکو تنها با یک بطری مشروب، آرامش و آسایش پیدا می‌کند». کیتون سعی کرد با مشارکت دادن آرباکل در تولید فیلم‌هایش به وی کمک کند. آرباکل در نوشتن فیلم‌نامهٔ یکی از فیلم‌های کوتاه کیتون به نام خیال‌پردازی‌ها (۱۹۲۲) مشارکت داشت. گفته می‌شود که آرباکل صحنه‌هایی را در فیلم شرلوک جونیور (۱۹۲۴) کیتون کارگردانی کرده‌است، اما مشخص نیست چه مقدار از این صحنه‌ها در تدوین نهاییِ فیلم باقی مانده‌است. در سال ۱۹۲۵، فیلم کوتاه «بررسی‌های شخصیتی» کارتر دهیون که قبل از رسوایی فیلمبرداری شده بود، منتشر شد. آرباکل در کنار کیتون، هارولد لوید، رودولف والنتینو، داگلاس فربنکس و جکی کوگان در این فیلم ظاهر شد. در همان سال، در شماره اوت مجلهٔ فتوپلی، جیمز آر. کوئیرک نوشت: «دوست دارم ببینم که راسکو آرباکل به پرده سینماها بازمی‌گردد.» او همچنین گفت: «ملت آمریکا به مرام جوانمردی خود می‌بالد. ما دوست داریم که تمام دنیا به آمریکا به‌عنوان سرزمینی نگاه کنند که با هر انسانی، رفتار منصفانه‌ای می‌شود. آیا مطمئن هستید که با راسکو آرباکل امروز یک چنین رفتاری می‌شود؟ من که مطمئن نیستم.»

## نام مستعار ویلیام گودریچ
سرانجام آرباکل با نام مستعار «ویلیام گودریچ» به عنوان کارگردان مشغول به کار شد. نویسنده‌ای به نام دیوید یالوپ، نامِ کاملِ پدرِ آرباکل - ویلیام گودریچ آرباکل - را به‌عنوان الهام‌بخش نامِ مستعارِ وی ذکر می‌کند. بنابر بر روایتی دیگر، باستر کیتون - یک ایهام‌پرداز دیرین - پیشنهاد می‌کند که آرباکل با نام مستعار «ویل بی. گود» کارگردانی کند. آرباکل نام مستعار رسمی‌تر «ویلیام گودریچ» را به کار گرفت. خود کیتون این روایت را طی مصاحبه‌ای ضبط‌شده با کوین براونلاو در دهه ۱۹۶۰ بیان کرد.
بین سال‌های ۱۹۲۴ و ۱۹۳۲، آرباکل تعدادی فیلم کوتاه کمدی را با نام مستعارش برای شرکت «اِجوکِـیشنال پیکچرز» کارگردانی کرد که در آن کمدین‌های کمتر شناخته‌شدهٔ آن روزگار حضور داشتند. لوئیز بروکس که نقش دخترک ساده‌دل را در فیلم ویندی رایلی به هالیوود می‌رود (۱۹۳۱) ایفا کرد، از تجربیات خود در کار کردن با آرباکل به براونلاو گفت:

آرباکل هیچ تلاشی برای کارگردانی این فیلم نکرد. او فقط مثل یک مُرده روی صندلی کارگردانی‌اش نشست. او از زمان رسوایی که موجب آسیب به حرفه‌اش شد، بسیار نرم و آرام مُرده بود. اما برای من خیلی معرکه بود که برای ساختن این فیلم شکست‌خورده وارد پروژه شدم، و دریافتم که کارگردان فیلمم، راسکو آرباکل بزرگ است. آه، من همیشه فکر می‌کردم او در فیلم‌هایش محشر است. او یک رقصنده فوق‌العاده بود - در دوران اوج خود، یک رقصنده فوق‌العاده رقص‌های دونفره بود. [رقص با او] مثل غوطه خوردن در بازوان یک دونات بزرگ بود - واقعاً لذت بخش.
از جمله پروژه‌های کارگردانی قابل توجه دیگر با نام مستعار گودریچ، محموله ویژه (۱۹۲۷) با بازی ادی کانتور بود که توسط پارامونت منتشر شد و ویلیام پاول و جوبینا رالستون در آن نقش‌آفرینی کردند. پرمخاطب‌ترین پروژه او مسلماً آسیاب سرخ بود که در سال ۱۹۲۷ با بازی ماریون دیویس منتشر شد.

## کافه پلَنتِـیشن راسکو آرباکل
آرباکل و دَن کومز (یکی از اولین شهرداران کال‌ور سیتی)، «باشگاه پلنتیشن» را در نزدیکی استودیوهای مترو گلدوین مایر در بلوار واشینگتن در ۲ اوت ۱۹۲۸ بازگشایی کردند و نامش را «کافه پلَنتِـیشن راسکو آرباکل» گذاشتند، اما آرباکل کمی بعد سهم خود را فروخت و نام این محل ابتدا به «کافه پلَنتِـیشن جرج اولسن» و سپس «پلَنتِـیشن تریلر کورت» و سرانجام به «فورمن فیلیپس کانتی بارن دنس» تغییر یافت.

## طلاق دوم و ازدواج سوم
در سال ۱۹۲۹، دوریس دین درخواست طلاق از آرباکل را در لس آنجلس، به اتهام بی‌سرپرست گذاشتن همسر و همچنین بدرفتاری و خشونت تنظیم کرد. در ۲۱ ژوئن ۱۹۳۲، روسکو با آدی مک‌فیل (بعدها آدی اوکلی شلدون، ۱۹۰۵–۲۰۰۳) در ایری، پنسیلوانیا ازدواج کرد.

## بازگشت زودگذر و مرگ
در سال ۱۹۳۲، آرباکل با برادران وارنر قراردادی امضا کرد تا به نام اصلی خودش در مجموعه ای متشکل از شش فیلم کمدی دو حلقه‌ای نقش‌آفرینی کند و این فیلم‌ها در استودیو ویتافون در بروکلین فیلمبرداری شوند. این شش فیلم کوتاه، تنها آثار هستند که در آنها صدای ضبط‌شده‌ای از آرباکل وجود دارد. اَل سنت جان (خواهرزاده آرباکل) کمدین فیلم‌های صامت و لایونل استندر و شمپ هوارد در این فیلم با آرباکل همبازی هستند. یکی از فیلم‌ها (حالت چطوره؟) شوخی‌ها و کمدی‌هایی مشابه با فیلم قدیمی‌تر آرباکل در سال ۱۹۱۷ با نام شاگرد قصاب دارد و در آن با کمدین وودویل «فریتس هیوبرت» در نقش دستیار و نوچه خود بازی کرده که لباسی شبیه به باستر کیتون بر تن کرده‌است. فیلم‌های کمدی ویتافون در ایالات متحده آمریکا بسیار موفق بودند، با این حال، زمانی که برادران وارنر تلاش کرد اولین فیلم این مجموعه (آهای، پدر!) را در بریتانیا منتشر کند، هیئت سانسور فیلم بریتانیا به ماجرای رسوایی ده سال پیش اشاره کرد و از اعطای مجوز نمایش فیلم خودداری نمود.
در ۲۸ ژوئن ۱۹۳۳، آرباکل فیلمبرداری آخرین دو فیلمش را به پایان رسانده بود (که ۴ تای آنها پیش‌تر اکران شده بودند). روز بعد او برای نقش‌آفرینی در یک فیلم بلند با برادران وارنر قراردادی امضا کرد. شب آن روز، او با دوستانش بیرون رفت تا اولین سالگرد ازدواجش و همچنین قرارداد جدیدش با برادران وارنر را جشن بگیرد و نقل شده‌است که گفته بود: «این بهترین روز زندگی من است.» آرباکل اواخر همان شب دچار سکته قلبی شد و در خواب درگذشت. وی در هنگام مرگ ۴۶ سال سن داشت. بیوه او آدی درخواست کرد که جسد او سوزانده شود، زیرا این وصیت و خواستهٔ آرباکل بود.

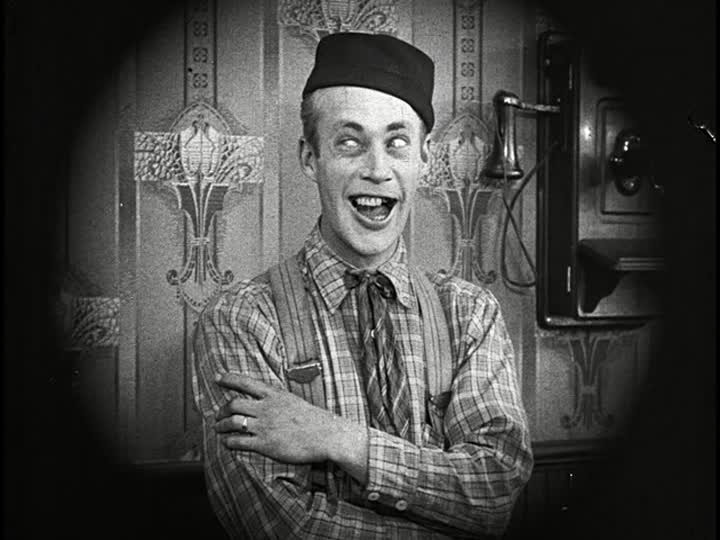
خواهرزاده و همبازی آرباکل اَل سنت جان

## میراث
بسیاری از فیلم‌های آرباکل، از جمله فیلم بلند زندگی بزمی (۱۹۲۰)، تنها به صورت نسخه‌های فرسوده با زیرنویس‌های غیرانگلیسی باقی ماندند. همچون بیشتر فیلم‌های آمریکایی که در دوران صامت تولید می‌شدند، در دو دهه اول هالیوود تلاش کمی برای حفظ نگاتیوها و نسخه‌های اصلی فیلم‌ها انجام شد و بسیاری از آنها از جمله فیلم‌های آرباکل، رسانه گمشده یا فیلم گمشده محسوب می‌شوند. با این حال، به احتمال زیاد به دلیل بدنامی‌ای که آرباکل در مورد تجاوز و مرگ ویرجینیا رَپی پیدا کرد، بسیاری از استودیوهای فیلم‌سازی می‌خواستند از هرگونه واکنش منفی اجتناب کنند و در نتیجه تمام فیلم‌های باقی‌مانده‌ای را که او در آنها نقش اصلی را داشت، نابود کردند.
در اوایل قرن بیست و یکم، برخی از سوژه‌های کوتاه آرباکل (به ویژه آنهایی که چاپلین یا کیتون در آن نقش‌آفرینی می‌کردند) بازسازی شده و به‌صورت دی‌وی‌دی منتشر شدند و حتی در سینماها به نمایش درآمدند. امروزه تأثیر اولیه او بر کمدی اسلپ‌استیک آمریکایی به‌طور گسترده‌ای پذیرفته شده‌است.
به سبب مشارکت‌های او در در صنعت سینما، در سال ۱۹۶۰ میلادی - حدود ۲۷ سال پس از مرگش - ستاره یادبودی برایش در پیاده‌روی مشاهیر هالیوود واقع در پلاک ۶۷۰۱ بلوار هالیوود نصب شد.

## در فرهنگ عامه

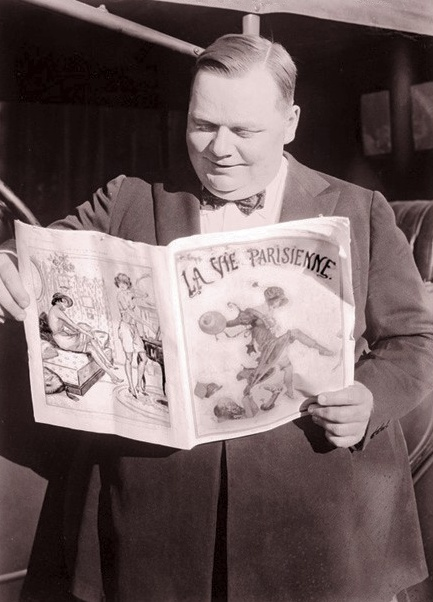
آرباکل در حال خواندن مجلهٔ هفتگی زندگی پاریسی، حوالی سال ۱۹۲۰

نیل سداکا در ترانهٔ «فیلم‌های صامت» در آلبوم ظهور خود در سال ۱۹۷۱ به نام آرباکل در کنار هنرمندان دیگری چون چارلی چاپلین، باستر کیتون، استن لورل و اولیور هاردی اشاره می‌کند.
از فیلم مهمانی وحشی به کارگردانی جیمز آیووری بارها به اشتباه، به‌عنوان نمایشی از رسوایی آرباکل-رپی یاد شده‌است در حالی که این فیلم، در واقع بر اساس شعری روایی اثر جوزف مانکیور مارچ در سال ۱۹۲۶ ساخته شد. در این فیلم، جیمز کوکو یک کمدین فیلم‌های صامت به نام «جالی گریم» را به‌تصویر می‌کشد که در حال سقوط حرفه‌ای است، اما ناامیدانه در حال تلاش برای بازگشت است. راکل ولش نقش معشوقه‌اش را بازی می‌کند که در نهایت او را تهییج می‌کند که به او شلیک کند. این فیلم به‌ظاهر، اقتباسی آزاد از تصورِ نادرستی است که پیرامون رسوایی آرباکل وجود داشت، اما تقریباً هیچ شباهتی به حقایق مستند پروندهٔ او ندارد.
در فیلم والنتینو (۱۹۷۷) به کارگردانی کن راسل، رودلف نوریف نقش ستارهٔ سینمای صامت رودولف والنتینو را ایفا می‌کند که در یک کلوپ شبانه در مقابل یک سلبریتی به‌شدت چاق، نفرت‌انگیز و لذت‌جو به نام «آقای چاقالو» (با بازی ویلیام هوتکینز) می‌رقصد. این شخصیت کاریکاتوری از آرباکل بود که ریشه در دیدگاه عموم مردم نسبت به وی داشت و از پوشش مطبوعاتی گسترده از اتهام تجاوز جنسی او به رَپی نشات می‌گرفت. در این صحنه، والنتینو ستارهٔ سینما جین آکر (با بازی کارول کین) را از روی میزی که روبروی «آقای چاقالو» قراردارد، بلند کرده و با او می‌رقصد و این کارش موجب خشم این ستارهٔ فاسد می‌گردد و او را دچار سکته می‌کند.
کریس فارلی پیش از مرگش در سال ۱۹۹۷، برای بازی در نقش آرباکل در یک فیلم زندگی‌نامه‌ای ابراز علاقه کرده بود. مطابق کتاب زندگی‌نامه «نمایش کریس فارلی: زندگی‌نامه در سه پرده» (۲۰۰۸)، فارلی و دیوید ممت توافق کردند که روی اولین نقش دراماتیک فارلی با یکدیگر همکاری کنند. در سال ۲۰۰۷، کارگردان کوین کانر ساخت فیلمی به نام زندگی بزمی را بر اساس زندگی آرباکل طرح‌ریزی کرد و قرار بود کریس کاتان و پرستون لیسی در آن نقش آفرینی کنند. با این حال، پروژه متوقف شد. همچون فارلی، دو کمدین دیگر، جان بلوشی و جان کندی، قصد داشتند در نقش آرباکل بازی کنند، اما هر دوی آنها پیش از ساخت یک فیلم زندگی‌نامه‌ای برای آرباکل درگذشتند. در نهایت فیلم فارلی به وینس وان همبازی او واگذار شد.
در آوریل و مه ۲۰۰۶، موزه هنر مدرن در شهر نیویورک، ۵۶ فیلم و مروری یک‌ماهه از تمام آثار شناخته‌شدهٔ بازمانده از آرباکل را ارائه و کل مجموعه را دو بار به اکران گذاشت.
آرباکل موضوع رمانی با عنوان «من، چاقالو» نوشته جری استال در سال ۲۰۰۴ است. «روزی که خنده متوقف شد» توسط دیوید یالوپ و «فریم آپ! داستان ناگفتهٔ روسکو آرباکل» اثر اندی ادموندز کتاب‌های دیگری در مورد زندگی آرباکل هستند. رمان «رسوایی در بهشت برین» نوشته گرت راجرز در سال ۱۹۶۳ نسخهٔ داستان‌گونه و خیالی رسوایی آرباکل است.
رستوران «آرباکل چاقالو» یک رستوران زنجیره‌ای با بن‌مایهٔ آمریکایی در بریتانیا بود که نامش را از راسکو آرباکل می‌گرفت.
رمان «باغ شیطان» در سال ۲۰۰۹ بر اساس محاکمه‌های آرباکل نگاشته شده‌است. شخصیتِ اصلیِ داستانِ دشیل همت، یک کارآگاه از آژانس تحقیقاتی پینکرتون (آژانس تحقیقاتی) در سان فرانسیسکو در دوران برپایی محاکمه است.
آلبوم سال ۲۰۱۲ نوئف‌اکس با نام «حق‌به‌جانب» دارای آهنگی به نام «من، چاقالو» دربارهٔ آرباکل است.
رمان گرافیکی فرانسوی «چاقالو: نخستین سلطان هالیوود»، اثر نادار و ژولین فِره، دوره‌ای از روزهای نخستین حضور آرباکل در هالیوود تا زمان مرگ او را به تصویر می‌کشد.

## برای مطالعهٔ بیشتر
- Arbuckle, Roscoe "Fatty," "What the Well-Dressed Man Will Wear," Photoplay, October 1921, p. 49.
- Atkins, Ace (2009). Devil's Garden. New York: G.P. Putnam's Sons. ISBN 978-0-399-15536-9.
- Edmonds, Andy (1991). Frame-Up!: The Untold Story of Roscoe "Fatty" Arbuckle. New York: William Morrow & Company. ISBN 978-0-688-09129-3.
- Merritt, Greg (2013). Room 1219: The Life of Fatty Arbuckle, the Mysterious Death of Virginia Rappe, and the Scandal That Changed Hollywood. Chicago: Chicago Review Press. ISBN 978-1-61374-792-6.
- Neibaur, James L. (2006). Arbuckle and Keaton: Their 14 Film Collaborations. Jefferson, NC: McFarland & Company. ISBN 0-7864-2831-7.
- Oderman, Stuart (2005). Roscoe "Fatty" Arbuckle: A Biography of the Silent Film Comedian, 1887–1933. Jefferson, NC: McFarland & Company. ISBN 978-0-89950-872-6.
- Stahl, Jerry (2004). I, Fatty: A Novel. New York: Bloomsbury. ISBN 978-1-58234-247-4.
- St. John, Adela Rogers (as told to), "Love Confessions of a Fat Man," Photoplay, September 1921, p. 22.
- Yallop, David (1976). The Day the Laughter Stopped. New York: St. Martin's Press. ISBN 978-0-312-18410-0.
- The New York Times; September 12, 1921; p. 1. "San Francisco, California; September 11, 1921. "Roscoe ("Fatty") Arbuckle was arrested late last night on a charge of murder as a result of the death of Virginia Rappe, film actress, after a party in Arbuckle's rooms at the Hotel St. Francis. Arbuckle is still in jail tonight despite efforts by his lawyers to find some way to obtain his liberty."
- The New York Times; September 13, 1921; p. 1. "San Francisco, California; September 12, 1921. "The Grand Jury met tonight at 7:30 o'clock to hear the testimony of witnesses rounded up by Matthew Brady (District Attorney) of San Francisco to support his demand for the indictment of Roscoe ("Fatty") Arbuckle for the murder of Miss Virginia Rappe."
- Ki Longfellow, China Blues, Eio Books 2012, شابک ‎۰−۹۷۵۹۲۵۵−۷−۱ Includes historical discussion of the merits of the Arbuckle case.